# Gare de Croix - Wasquehal
Pour les articles homonymes, voir Gare de Croix.
Ne doit pas être confondu avec Gare de Croix-L'Allumette.
La gare de Croix - Wasquehal est une gare ferroviaire française de la ligne de Fives à Mouscron (frontière), située sur le territoire de la commune de Wasquehal, à proximité de Croix, dans le département du Nord, en région Hauts-de-France.
C'est une gare de la Société nationale des chemins de fer français (SNCF), desservie par des TGV, des InterCity (IC), et des trains TER Hauts-de-France.

## Situation ferroviaire
Établie à 29 mètres d'altitude, la gare de Croix - Wasquehal est située au point kilométrique (PK) 7,328 de la ligne de Fives à Mouscron (frontière), entre les gares de Lille-Flandres et de Croix-L'Allumette.

## Histoire

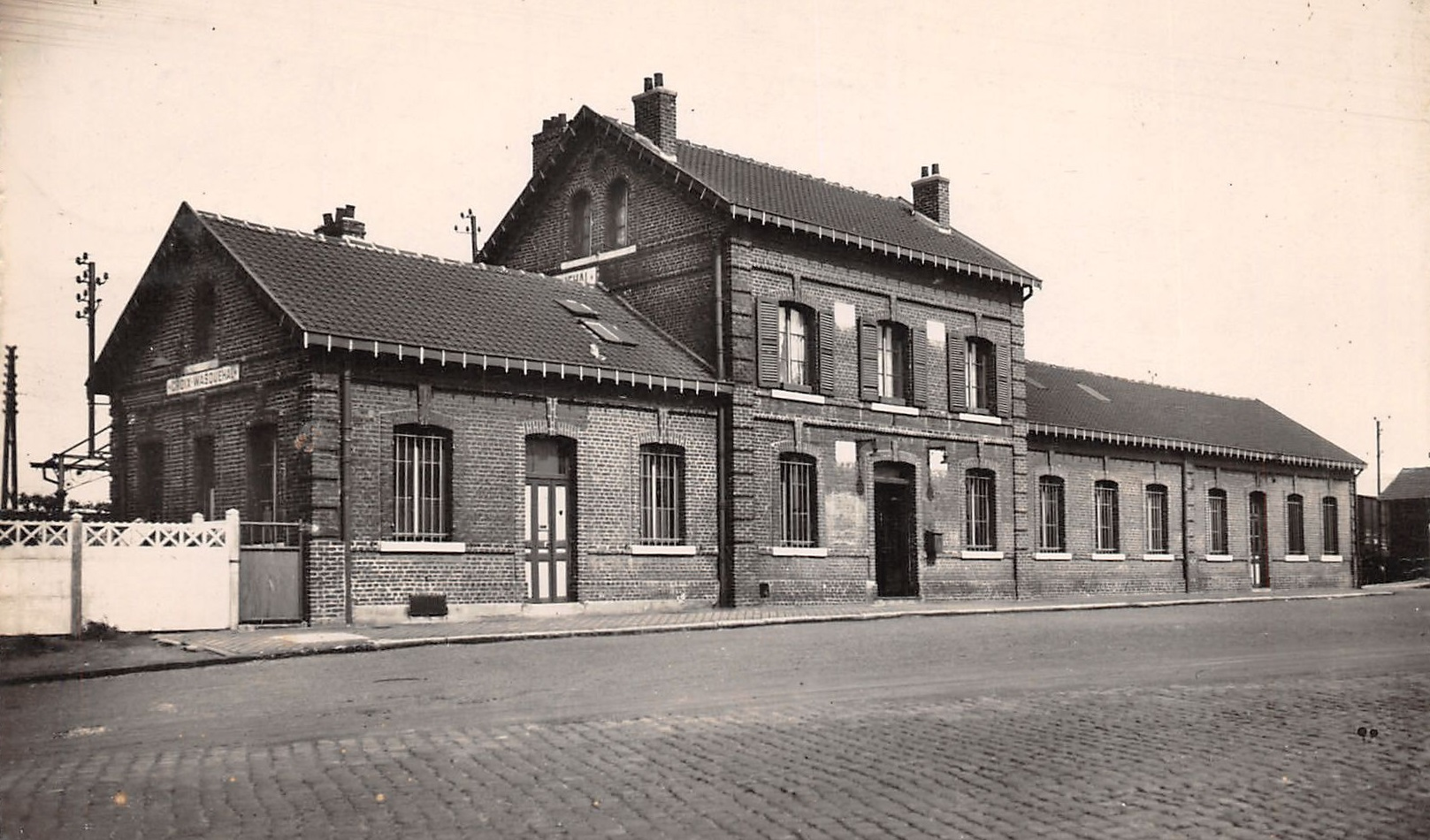
La gare, en 1951.

En 1867, le conseil général du Nord préconise la création d'une gare à Wasquehal, pour desservir cette dernière et les communes de Croix et Flers.
En 1872, les terres de la cense de la Corbeille sont vendues pour construire la gare.
La gare de marchandises, située sur le territoire de Wasquehal, est inaugurée le 1er mai 1873, précédant de quelques mois l'ouverture de la « halte des voyageurs » qui sera baptisée gare de Croix - Wasquehal. Schynkel est le premier chef de gare. Dès le début de sa mise en service, elle assura une rentabilité satisfaisante.
La gare de Croix - Wasquehal était le lieu de débarquement des chevaux pour le club hippique et polo de Roubaix.
Le bâtiment voyageurs d’origine fut démoli et remplacé en 1993 par une petite construction en briques, avec une grande toiture débordante à deux pans.

## Service des voyageurs

### Accueil
Gare de la SNCF, elle dispose d'un bâtiment voyageurs, avec guichet, ouvert du lundi au samedi.
Un souterrain permet la traversée des voies et le passage d'un quai à l'autre.

### Dessertes
Croix - Wasquehal est desservie par des TGV (Paris-Nord - Tourcoing) et des trains TER Hauts-de-France qui effectuent des missions entre les gares de Lille-Flandres et de Tourcoing, et des trains InterCity (IC) entre les gares de Lille-Flandres et d'Anvers-Central ou de Courtrai.

### Intermodalité
Un parc pour les vélos et un parking sont aménagés à ses abords.
La gare est desservie par la ligne C11 du réseau Ilévia.

## Au cinéma
Plusieurs films ont été tournés à la gare de Croix - Wasquehal, dont Le Corps de mon ennemi réalisé par Henri Verneuil (1976).